# Ravalcheny van Ommeren
Ravalcheny van Ommeren (circa 2002/2003) is een Nederlands voetbalster met de Surinaamse voetbalnationaliteit. Ze speelde bij ADO Den Haag, KAA Gent en Excelsior. In 2022 kwam ze uit voor het Surinaamse voetbalteam.

## Biografie

### Clubvoetbal
Ravalcheny van Ommeren speelt als middenvelder en aanvaller. Ze wilde van jongs af aan voetballen. Van haar vader hoefde dit niet omdat hij dit deed. Ze vroeg echter door tot haar moeder daar genoeg van kreeg en besloot de gok te wagen. Zo begon ze op 9-jarige leeftijd met voetballen bij SVS Capelle en stapte na een jaar over naar XerxesDZB. Op 13-jarige leeftijd werd ze opgenomen in het U-19-team van BVV Barendrecht. Vanaf circa 2017 speelde ze bij ADO Den Haag, onder andere begin 2018 voor het schaduwteam van Jong ADO Den Haag tegen Racing Genk in de Topssports Europa League. In 2019 speelde ze voor de Beloften van ADO Den Haag. Na drie seizoenen bij Den Haag tekende ze in juli 2020 op 17-jarige leeftijd bij een contract bij KAA Gent. Later stapte ze over naar de beloften van Excelsior.

### Surinaams voetbalelftal
In 2022 was ze een van de vijf spelers uit de diaspora in het Surinaamse voetbalelftal die speelde tijdens de kwalificatiewedstrijden voor het Wereldkampioenschap voetbal vrouwen van 2023. Ze leed met haar team in februari een zware nederlaag van 9-0 tegen Mexico. Vier dagen later speelde thuis in het Frank Essedstadion in Paramaribo en scoorde drie maal in de wedstrijd die met 5-0 werd gewonnen tegen Anguilla. In april verloor ze uit tegen Puerto Rico met 2-0 en won ze de thuiswedstrijd met 5-1 tegen Antigua en Barbuda. Tussendoor was de terugreis van Puerto Rico naar Suriname een blamage. De vijf diasporaspeelsters zouden in een ander vliegtuig terugreizen. Die bleek echter fout geboekt te zijn waardoor ze zonder begeleiding en bagage achterbleven op het vliegveld. Enkele dagen later reisden ze na. Kort voor de wedstrijd tegen Antigua en Barbuda bracht het elftal het statement 'De maat is vol! naar buiten. Ze kondigden aan dat dit de laatste wedstrijd voor het Surinaamse elftal zou zijn zolang de SVB voorgezeten werd door John Krishnadath. Ondanks een afzettingspoging door leden weigerde het bestuur echter op te stappen.